# 徐小岩
徐小岩（1947年—），山西五台人，中国人民解放军将领、中国人民解放军中将。徐向前元帅之子。
1966年毕业于北京四中，后毕业于清华大学计算机系。
1999年12月，担任中国人民解放军总参谋部信息化部部长。2006年，授予中国人民解放军中将，曾任总装备部科学技术委员会副主任。2008年起担任全国人大代表。